# Geraldine Mucha
Geraldine Mucha (* 5. Juli 1917 in London; † 12. Oktober 2012 in Prag) war eine britisch-tschechische Komponistin.

## Leben
Geraldine Mucha wurde als Tochter des aus Schottland stammenden Baritons Marcus Thomson (auch Thomsen) und der neuseeländischen Sängerin und Musical-Darstellerin Maisie Evans in London geboren. Sie erhielt frühen Klavierunterricht und besuchte 1929–1934 die Frognall School, eine Privatschule im Norden Londons. Zu ihren Freundinnen dort zählte Maeve Bax, die Tochter des Komponisten Arnold Bax, der auf Geraldines musikalisches Talent aufmerksam wurde und ihr Ratschläge zu ihren frühen Kompositionen erteilte. 1934–1935 erhielt sie Harmonieunterricht bei Benjamin Dale, der ein Kollege ihres Vaters war, ehe sie im Herbst 1935 ein reguläres Studium in Klavier und Komposition an der Royal Academy of Music begann, das sie 1943 abschloss. Ihre Lehrer dort waren ebenfalls Dale, William Alwyn, Alan Bush, Harry Farjeon u. a. Wichtige Werke aus ihrer Studienzeit sind das Ballett Nausicaa und das Klavierquintett „Halingdal“, das in der Londoner Wigmore Hall aufgeführt und vom renommierten Verlagshaus Boosey & Hawkes veröffentlicht wurde.
Entscheidend für den weiteren Lebensweg von Geraldine Thomson wurde die Bekanntschaft mit dem tschechischen Schriftsteller Jiří Mucha, dem Sohn des Malers Alfons Mucha, der als Kriegskorrespondent arbeitete. Das Paar heiratete 1942 in London und übersiedelte kurz nach dem Ende des Zweiten Weltkriegs 1945 nach Prag. Im Mai 1948 wurde ihr einziges gemeinsames Kind John in London geboren. Im November desselben Jahres kehrte Geraldine Mucha mit dem Sohn nach Prag zurück. Als nach dem Februar-Umsturz eine zunehmend stalinistische Politik des kommunistischen Regimes mit Repressionen gegen viele Bevölkerungsgruppen agierte, wurde die Familie aus der schon von Alfons Mucha bewohnten Villa in Prag– Bubeneč vertrieben. In der Folge wurde Jiří Mucha unter Hinweis auf seine Nahbeziehung zu den West-Alliierten während des Krieges unter dem Verdacht der Spionage verhaftet und 1951 zu sechs Jahren Zuchthaus und Zwangsarbeit verurteilt. 1955 wurde er amnestiert, wobei umstritten ist, ob dies auf die Bemühungen von Geraldine Mucha oder Jiřís Einverständnis für das Regime zu spionieren zurückzuführen war. Geraldine Mucha lebte während der Inhaftierung ihres Mannes außerhalb von Prag, von wo aus sie als Musiklektorin für den Verlag Melantrich arbeiten und wo sie den Lebensunterhalt für sich und ihren Sohn leichter bestreiten konnte.

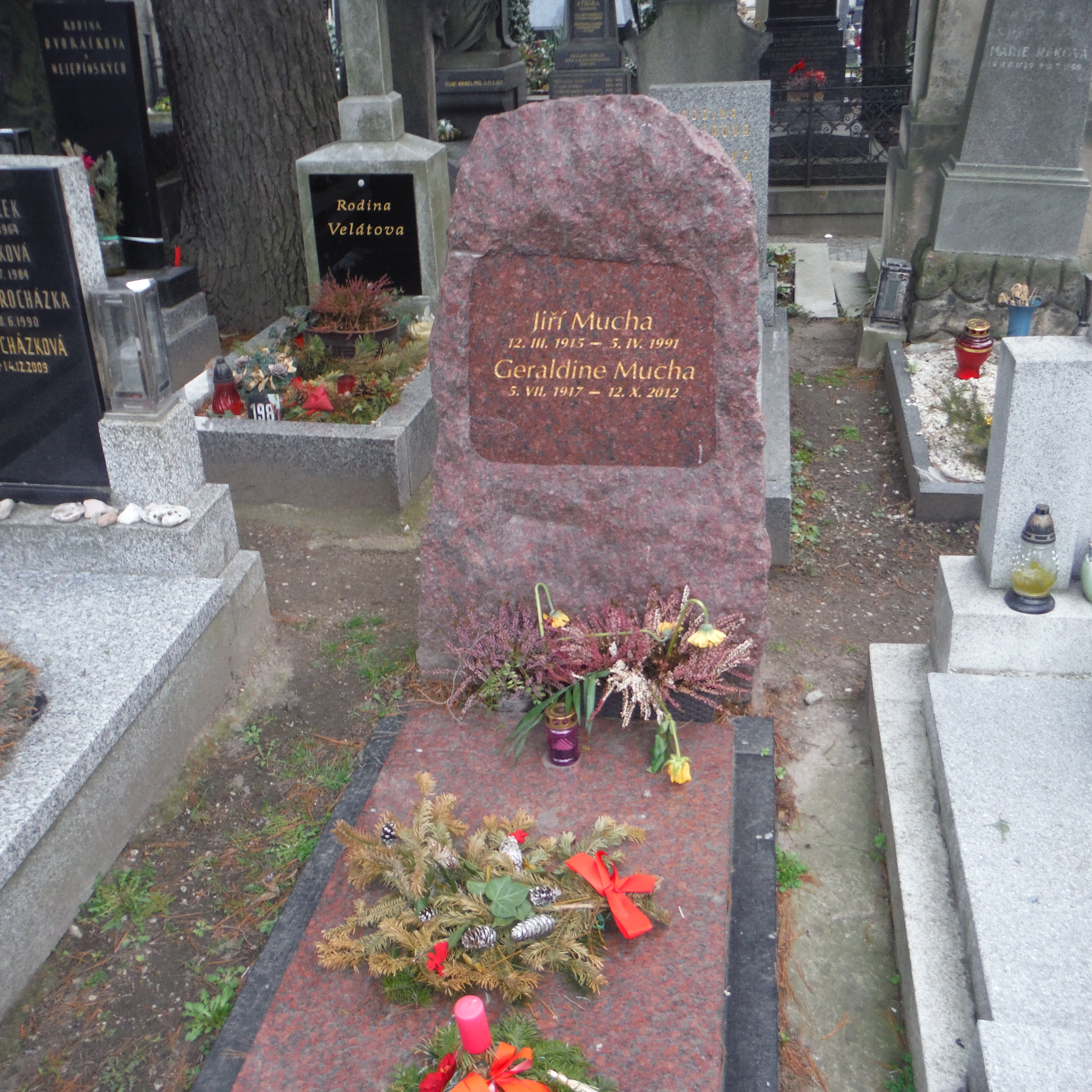
Grab von Geraldine und Jiří Mucha auf dem Vyšehrader Friedhof in Prag

Im Zuge erster politischer Lockerungen wurde Mucha Mitglied des Tschechoslowakischen Komponistenverbandes und ihre Werke wurden in der ČSSR und nach der Samtenen Revolution von 1989 in der Tschechischen Republik aufgeführt. Seit den 1960er-Jahren setzten sich Geraldine und Jiří Mucha intensiv für die internationale Wahrnehmung für das Schaffen von Alfons Mucha ein. Um auch außerhalb des Eisernen Vorhangs dafür größeren Spielraum zu haben, nahm Geraldine Mucha ihren Hauptwohnsitz in Schottland, wodurch ihr Mann die Erlaubnis der tschechischen Behörden erhielt, seine Frau dort zu besuchen. Als Jiří Mucha bald nach dem Zusammenbruch des kommunistischen Regimes starb, kehrte Geraldine Mucha dauerhaft nach Prag zurück. Die Sommermonate verbrachte sie weiterhin in ihrem Haus in Schottland. 1992 gründete sie mit ihrem Sohn John die Mucha-Stiftung, die neben der Pflege des Werkes von Alfons Mucha auch die Förderung des künstlerischen Erbes von Jiří und Geraldine Mucha zum Ziel hat. Im April 2008 wurde ihr 90. Geburtstag mit einem Konzert im Prager Nationalmuseum gefeiert. Zwei Wochen nachdem sie einem Festkonzert am Prager Konservatorium anlässlich ihres 95. Geburtstages beiwohnen konnte, starb Geraldine Mucha am 12. Oktober 2012. Sie wurde im Grab ihres Mannes auf dem Vyšehrader Friedhof bestattet. Ein Konzert anlässlich Geraldine Muchas 100. Geburtstag mit ausschließlich ihren Werken fand am 10. November 2017 in der Prager Musikakademie statt.

## Werke (Auswahl)

### Bühne
- Nausicaa. Ballett (1942)
- House of the Octopus. Bühnenmusik zu dem Stück von Charles Williams für Sopran, Alt, Tenor, Bariton und Klavier (1944)
- Macbeth. Ballett (1965)

### Orchester
- The Tempest. Konzertouvertüre (1940–1941)
- Bilder aus Šumava. Sinfonische Suite (1952)
- Macbeth. Suite aus dem Ballett (1966–1968)

### Soloinstrument und Orchester
- Fantasie für Violoncello und Orchester (1946)
- Konzert für Klavier und Orchester (1960)
- Intermezzo für Englischhorn und Streichorchester (1988)

### Kammermusik
- Streichquartett Nr. 1 (1941)
- Nonett Nr. 1 (1959)
- Carmina Orcadiana für vier Violinen, Viola, Violoncello und Kontrabass (um 1960)
- Carmina Orcadiana für zwei Oboen und Cembalo (um 1960)
- Carmina Orcadiana für Flöte, Violine und Klavier (um 1960)
- Streichquartett Nr. 2 (1962); zurückgezogen
- Serenade für Bläserquintett (1964)
- Nonett Nr. 2 (1982)
- Streichquartett Nr. 3 (1988)
- Epitaph (in memoriam Jiří Mucha) für Oboe und Streichquintett (1991)
- Klaviertrio (1995)
- Christmas Music für Flöte, Oboe und Fagott (2002)
- Millennium Nonet (2003)

### Duo
- Sonate Nr. 1 für Violine und Klavier (1947)
- Sea Scenes für Violine und Klavier (1958)
- Sonate Nr. 2 für Violine und Klavier (1961)
- Musik für Harfe und Klavier (1990)
- Epitaph (in memoriam Jiří Mucha). Fassung für Oboe und Klavier (1991)
- Naše Cesta (Unser Weg) für Flöte und Klavier (2008)

### Klavier solo
- Parting and Teasing (1942)
- Detsky Popěvky (Klavierstücke für Kinder) (1953)
- 16 Variations on a Scottish Folksong (1957)
- Little Highland Dance for Emilia Charlotte (2004)
- Miniature for Marcus and Mina (2011)

### Vokalmusik
- Sammlung tschechischer und slowakischer Lieder für Bariton und Klavier (1943)
- Incantation nach Gedichten von Lord Byron für Bariton und Orchester oder Klavier (1960)
- Sonnets from Shakespeare für Sprecher, Flöte und Harfe (1961)
- Lied der Lieder für Sprecher, Flöte und Harfe (1963)
- En los pinares de Júcar nach Gedichten von Luis de Góngora für Sopran, Oboe d’amore und Streicher oder Klavier (um 1972)
- Three Jersey Folksongs für Sopran, Bariton und Klavier (1975)
- Three Winter Songs für Sopran, Bariton und Klavier (1975)
- John Webster Songs für Sopran und Orchester oder Oboe d’amore und Cembalo (1975)
- Five John Webster Songs für Sopran und Klavier (1983)
- Cinco canciones de Antonio Machado für Sopran und sieben Instrumente (1980er-Jahre)
- Sonnets of Hawthornden für Sopran, Oboe und Streichquintett oder Klavier (1990)